# Шивия (Калганский район)
Шивия — село в Калганском районе Забайкальского края России. Административный центр сельского поселения «Шивиинское».

## География
Село находится в юго-восточной части Забайкальского края, к западу от реки Шивия (бассейн реки Верхняя Борзя), на расстоянии примерно 14 км (по прямой) к юго-востоку от села Калга, административного центра района. Абсолютная высота — 612 м над уровнем моря.
Климат
Климат характеризуется как резко континентальный. Средняя температура самого холодного месяца (января) составляет −26 — −28 °С, температура самого тёплого (июля) — 18 — 20 °С. Среднегодовое количество атмосферных осадков составляет 350—500 мм.
Часовой пояс
Село Шивия находится в часовой зоне МСК+6. Смещение применяемого времени относительно UTC составляет +9:00.

## История
Основано в 1935 году как подсобное хозяйство рудника Запокровский. В 1964 году организован Запокровский откормочный совхоз.

## Население
| 1989 | 2002 | 2010 | 2021 |
| ---- | ---- | ---- | ---- |
| 414  | ↘260 | ↘195 | ↘115 |

Половой состав
По данным Всероссийской переписи населения 2010 года, в гендерной структуре населения мужчины составляли 51,8 %, женщины — соответственно 48,2 %.
Национальный состав
Согласно результатам переписи 2002 года, в национальной структуре населения русские составляли 98 % из 260 чел.

## Улицы
- ул. Гагарина,
- ул. Новая,
- ул. Садовая[10].

## Инфраструктура
В селе функционируют средняя общеобразовательная школа и фельдшерско-акушерский пункт.